# Dziwna historia
Dziwna historia – album kompilacyjny zawierający 36 archiwalnych nagrań zespołu Czterech z lat 1967–1968. Płyta ukazała się nakładem wydawnictwa Kameleon Records w 2016 roku.
Czterech to instrumentalna grupa, wykonująca muzykę z pogranicza beatu i jazzu. Ozdobą albumu są mistrzowskie transkrypcje utworów Jana Sebastiana Bacha. Uwagę zwraca warsztat instrumentalistów i światowy poziom wykonania. 
Z trzydziestu sześciu zamieszczonych na płycie utworów tylko trzy ukazały się wcześniej na płycie kompaktowej, zaś trzydzieści dwie kompozycje nigdy nie zostały opublikowane na srebrnym krążku.
Album zawiera wszystkie cztery nagrania z jedynej płyty czwórki (EP) zespołu wydanej w 1967 roku. Wszystkie nagrania zostały zremasterowane z radiowych taśm matek.

## Lista utworów[1][4]
1. „Dziwna historia” (Marek Bliziński) – 2:01
2. „Jadąc w tłoku” (Marek Bliziński) – 2:05
3. „Śpiew wiosny” (Marek Bliziński) – 2:59
4. „Wielki skok” (Marek Bliziński) – 2:47
5. „Maraton” (Andrzej Turski) – 2:20
6. „Take Five” (Paul Desmond) – 2:59
7. „Trzecia katarakta” (Marek Bliziński) – 2:24
8. „Odwilż” (Marek Bliziński) – 2:52
9. „The Lonesome Road” (Nathaniel Shilkret) – 3:02
10. „Płachta na byka” (Marek Bliziński) – 2:54
11. „Royal Garden Blues” (Clarence Wiliams, Spencer Wilisams) – 2:05
12. „Wlazł kotek na płotek” (Wiktor Każyński) – 0:19
13. „Boso nocą” (Marian Zimiński) – 2:42
14. „Musette D-dur (BWV Anh. 126)” (Jan Sebastian Bach, arr. Czterech) – 1:03
15. „Preludium i fuga c-moll (BWV 847)” (Jan Sebastian Bach, arr. Czterech) – 2:59
16. „Menuet a-moll (BWV Anh. 120)” (Jan Sebastian Bach, arr. Czterech) – 1:26
17. „IV Sinfonia d-moll (BWV 790)” (Jan Sebastian Bach, arr. Czterech) – 0:58
18. „Aria Gedenke doch, mein Geist (BWV 509)” (Jan Sebastian Bach, arr. Czterech) – 2:07
19. „Allemande z V Suity francuskiej G-dur (BWV 816)” (Jan Sebastian Bach, arr. Czterech) – 2:27
20. „Preludium i fuga e-moll (BWV 855)” (Jan Sebastian Bach, arr. Czterech) – 3:27
21. „Bourrée z II Suity lutniowej e-moll (BWV 996)” (Jan Sebastian Bach, arr. Czterech) – 1:15
22. „Menuet i Trio z III Suity francuskiej h-moll (BWV 814)” (Jan Sebastian Bach, arr. Czterech) – 3:14
23. „VIII Sinfonia F-dur (BWV 794)” (Jan Sebastian Bach, arr. Czterech) – 1:08
24. „Sarabanda z III Suity francuskiej h-moll” (Jan Sebastian Bach, arr. Czterech) – 2:34
25. „Gawot z V Suity francuskiej G-dur” (Jan Sebastian Bach, arr. Czterech) – 1:35
26. „Preludium f-moll (BWV 857)” (Jan Sebastian Bach, arr. Czterech) – 1:43
27. „Aria z III Suity orkiestrowej D-dur” (Jan Sebastian Bach, arr. Czterech) – 4:25
28. „Allemande z VI Suity francuskiej E-dur” (Jan Sebastian Bach, arr. Czterech) – 2:18
29. „Menuet d-moll (BWV Anh. 132)” (Jan Sebastian Bach, arr. Czterech) – 1:08
30. „Fuga d-moll (BWV Anh. 180)” (Jan Sebastian Bach, arr. Czterech) – 1:41
31. „Aria Sooft ich meine Tobackspfeife” (Jan Sebastian Bach, arr. Czterech) – 2:12
32. „Preludium D-dur (BWV 850)” (Jan Sebastian Bach, arr. Czterech) – 1:44
33. „Preludium g-moll (Menuet i Trio) (BWV 929)” (Jan Sebastian Bach, arr. Czterech) – 1:43
34. „Bourrée z VI Suity francuskiej E-dur (BWV 817)” (Jan Sebastian Bach, arr. Czterech) – 1:47
35. „Sarabanda z I Suity francuskiej d-moll” (Jan Sebastian Bach, arr. Czterech) – 2:19
36. „Fuga c-moll (BWV 847)” – 1:39

## Skład zespołu[1]
- Marek Bliziński – gitara
- Andrzej Turski – gitara
- Marek Brodowski – gitara basowa
- Marek Rosiński – perkusja
- Wojciech Rosiński – wiolonczela (gościnnie)

## Opracowanie[4]
- Redakcja, mastering, opracowanie graficzne – Paweł Nawara
- Koordynator projektu – Marek Trepko
- Zdjęcia – archiwum zespołu